# Royaume de Lavo
VIIe siècle – 1388
Entités précédentes :
- Dvaravati

Entités suivantes :
- Royaume de Sukhothaï
- Royaume d'Ayutthaya

Le royaume de Lavo est une ancienne entité politique située dans l'est de la basse-vallée de la Chao Phraya, depuis la fin de la culture de Dvaravati aux alentours du VIIe siècle jusqu'en 1388. Son centre fut d'abord la ville de Lavo, l'actuelle Lopburi, puis Ayutthaya, un peu plus au sud, à partir du XIe siècle, jusqu'à la fondation du royaume d'Ayutthaya.

## Histoire
Le légendaire premier roi de Lavo, Phraya Kalavarnadit, est censé avoir fondé la ville vers 450, une cité-état de Dvaravati parmi d'autres. Kalavarnadit fonda aussi un nouveau calendrier, le Chulasakaraj, qui est resté utilisé au Siam et en Birmanie jusqu'au XIXe siècle.
Le roi du Chenla Içanavarman Ier étendit l'influence khmère dans la vallée de la Chao Phraya au VIIe siècle. Les villes de Dvaravati tombées sous l'hégémonie khmère formèrent le Lavo, tandis que celles de l'ouest, restées indépendantes, formèrent celui de Supannabhum (dans l'actuelle province de Suphanburi). Lavo fut le centre de l'autorité khmère sur les peuples de Dvaravati.

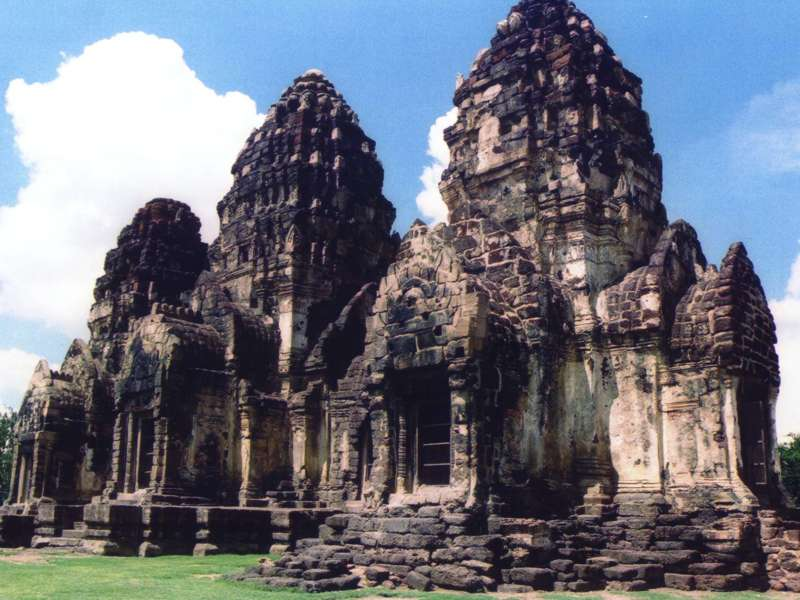
Le Prang Sam Yot de Lopburi montre de considérables influences de l'architecture khmère.

La seule langue attestée durant les débuts de Lavo est le Môn, mais il existe un débat pour savoir si les Môns étaient les seuls habitants de Lavo. Certains historiens affirment que sa population était constituée de Môns et de Wa (un peuple parlant une langue môn-khmère du nord proche de celle des Palaung), les Môns constituant la classe dirigeante. On suppose aussi que la migration des peuples tai dans la vallée de la Chao Phraya s'est produite à l'époque du royaume de Lavo. 
Le bouddhisme theravada resta la religion dominante dans le royaume, même si l'hindouisme et le bouddhisme mahayana de l'Empire khmer y exercèrent une grande influence. Vers la fin du VIIe siècle, Lavo s'étendit vers le nord. Jamadevi, première souveraine du royaume môn d'Haripunchai (centré sur l'actuelle Lamphun), était réputée être une fille d'un roi de Lavo. 
Il reste peu d'indications sur la nature du royaume. L'essentiel de nos connaissances sont dues à l'archéologie. Les chroniques de la dynastie Tang stipulent que Lavo (Tou-ho-lo) envoyait des tributs aux Tangs. Dans son récit, le moine Xuanzang fait allusion à Dvaravati-Lavo sous le nom de Tou-lo-po-ti, qui semble faire écho à celui de Dvaravati : il le décrit comme un état situé entre le Chenla et le royaume de Pagan. Pour la dynastie Song, Lavo était connu sous le nom de Lo-hou ((zh) 羅渦).
Au XIe siècle l'influence khmère sur Lavo commença à faiblir, à mesure qu'augmentait celle du royaume birman de Pagan. En 1087, le roi de Pagan Kyanzittha envahit le Lavo, mais le roi Narai fut capable de repousser cette invasion et le royaume, sorti renforcé de cette épreuve, put rester indépendant des khmers et des birmans. Narai transféra la capitale à Ayodhaya (l'actuelle Ayutthaya) et le royaume commença à exercer sa pression sur celui de Supannabhum, à l'ouest, et à s'emparer de ses villes. En 1150, il envoya une ambassade en Chine.
Il y eut pourtant de nouvelles invasions khmères sous Jayavarman VII (1181-1218). Cette fois, Lavo fut intégrée dans le cosmos religieux de l'Empire khmer – Hindouisme et bouddhisme mahayana. L'influence khmère fut importante sur les arts et l'architecture, comme le montre le Prang Sam Yot. En 1239, le gouverneur thaï de Sukhothaï se révolta contre Lavo et déclara son indépendance, fondant le royaume de Sukhothaï. Dans les chroniques thaïs, Lavo est qualifiée de « khmère ». Au cours du XIIIe siècle le roi de Sukhothaï Ramkhamhaeng s'empara de nombreux territoires de Lavo, qui se réduisit à son cœur autour de Lavo et Ayodhaya. 
Il a été avancé que le roi Vorachet, dixième roi d'Ayodhaya (en comptant Narai comme le premier) pourrait être la même personne que le roi Ramathibodi I (ou U Thong) du royaume d'Ayutthaya. U Thong de Lavo et Pa Ngua (Boromma Ratchathirat I) de Supannabhum cofondèrent une nouvelle Ayutthaya, dont U Thong devint roi. Mais Pa Ngua arracha en 1370 la ville au fils d'U Thong, Ramesuan, qui se réfugia à Lavo. En 1388 il prit sa revanche en reprenant la ville à Thong Lan, fils de Pa Ngua.
Le neveu de Pa Ngua, Nagarinthrathirat, reprit Ayutthaya en 1424. La dynastie de Lavo fut alors purgée et devint une simple famille noble d'Ayutthaya jusqu'au XVIe siècle.